# Idioma sahaptin
El sahaptin o shahaptin (derivado del exónimo sálish: Sħáptənəxw 'extranjero') es una lengua penutí mesetaria perteneciente al grupo de sahaptiano hablado en una parte de la meseta noroeste a lo largo del río Columbia y sus afluyentes al sur del estado de Washington, norte de Oregón y sureste de Idaho.
El programa de Recursos Culturales de la tribu yakama está promoviendo el uso del nombre tradicional de la lengua, ichishkíin sínwit, en lugar del término "sahaptin" que significa 'extranjero [en la tierra]'